# Наш городок (Секретные материалы)
«Наш городок» (англ. «Our Town») — 24-й эпизод 2-го сезона сериала «Секретные материалы», главные герои которого — агенты ФБР Фокс Малдер (Дэвид Духовны) и Дана Скалли (Джиллиан Андерсон), расследуют сложно поддающиеся научному объяснению преступления, называемые «Секретными материалами».
В данном эпизоде Малдер и Скалли расследуют пропажу Джорджа Кернса — инспектора федеральной санитарно-эпидемиологической службы в городе Дадли, штат Арканзас. Собиравшийся закрыть градообразующую птицефабрику Кернс страдал от редкой неврологической болезни, которая загадочным образом начинает распространяться среди жителей города. Новые улики приводят Малдера и Скалли к выводу, что среди жителей Дадли широко распространён каннибализм. Эпизод является «монстром недели» и никак не связан с основной «мифологией сериала», заданной в первой серии.
Премьера «Нашего городка» состоялась 12 мая 1995 года на телеканале Fox. В США серия получила рейтинг домохозяйств Нильсена, равный 9,4 с 17-процентной долей, который означает, что в день выхода серию посмотрели 9 миллионов домохозяйств. От критиков эпизод получил смешанные отзывы.

## Сюжет
Пожилой сотрудник санэпиднадзора Джордж Кернс приезжает ночью в лес в окрестностях города Дадли, штат Арканзас, с молодо выглядящей любовницей по имени Пола Грей. Женщина предлагает сначала её поймать и убегает в глубь леса. Кернс бежит за ней, но вскоре теряет её из виду. Споткнувшись, он поднимается и видит перед собой множество огоньков в кустах, перед тем как высокая фигура в маске отрубает ему голову боевым топором.
Малдер и Скалли приезжают в Дадли, так как пропавший Кернс был федеральным служащим, а свидетель, проезжавший по окружной дороге мимо Дадли, видел в поле необъяснимые огни. На месте, где якобы были огни, Малдер и Скалли обнаруживают большое кострище в поле, но местный шериф Аренс утверждает, что это нелегальное сжигание мусора. Навестив жену Кернса, Дорис, которая говорит, что её муж, скорее всего, сбежал с молодой любовницей, агенты едут на местную птицефабрику «Чейко», которую Кернс собирался закрыть из многочисленных нарушений санитарных норм. Управляющий фабрики, Джесс Харольд, считает, что замечания Кернса были адресованы, а сам инспектор просто хотел навредить фабрике из личной неприязни. Управляющий показывает агентам «гордость фабрики» — большую мясорубку, в которой перемалываются отходы производства, идущие на корм курицам. Пола Грей, которая работает на конвейере, внезапно нападает на Харольда с ножом, но шериф Аренс её убивает из табельного оружия. Штатный врач фабрики, доктор Вэнс Рэндольф, говорит агентам, что Пола последнее время жаловалась на сильные головные боли, как и Кернс до этого.
Уолтер Чейко, дед Полы Грей и её опекун, даёт агентам разрешение на её вскрытие. Малдер выясняет, что Поле Грей было 47 лет, хотя выглядела она значительно моложе. Вскрытие показывает, что Грей страдала от синдрома Крейтцфельда-Якоба — редкой смертельной болезни. Находясь в пути, агенты чуть не сталкиваются с грузовиком фабрики, водитель которого, как выясняется, также страдал от этого синдрома. Грузовик падает в реку, куда сливаются отходы с птицефабрики. Озадаченный кроваво-красным цветом реки, Малдер просит шерифа прочесать дно, и тот нехотя соглашается. В реке обнаруживаются кости, как минимум, девяти человек, включая Кернса. У всех найденных скелетов отсутствует череп, а кости на концах выглядят так, как будто подвергались шлифовке или кипячению. Тем временем, Рэндольф и Харольд озабоченно обсуждают, что количество заболевших синдромом Крейтцфельда-Якоба сильно увеличилось за последнее время.
Используя базу данных ФБР, Малдер выясняет, что за последние пятьдесят лет в радиусе двухсот миль от Дадли исчезло 87 человек. Малдер подозревает, что среди жителей города имеет место каннибализм, что теоретически может объяснять, почему Пола Грей так молодо выглядела, несмотря на свой возраст. Малдер также приходит к выводу, что раз Кернс страдал синдромом Крейтцфельда-Якоба, то и другие жители города могли заразиться, съев его тело. Агенты решают проверить городской реестр актов гражданского состояния, чтобы узнать, какого возраста жители Дадли, но оказывается, что в хранилище документов недавно произошёл сильный пожар.
В доме Чейко Дорис Кернс близка к истерике, так как помогла скрыть обстоятельства убийства своего мужа и боится разоблачения. Чейко в присутствии Харольда успокаивает её, но Дорис в страхе, что Чейко её убьет, едет домой и звонит Малдеру. Тот отправляет Скалли к Дорис, но человек в маске с топором нападает на миссис Кернс в её доме.
Прибыв в особняк Чейко, Малдер не обнаруживает того дома, но находит запертый шкаф. Взломав шкаф, Малдер находит там отрубленные и высушенные головы нескольких человек, включая Джорджа Кернса. Чейко оглушает Скалли в доме Дорис Кернс и везёт её в поле, где уже горит большой костёр, вокруг которого толпятся местные жители. Еду из большого котла им раздаёт доктор Рэндольф, а командует всеми Харольд. Чейко бранит Харольда за то, что тот убил «одну из наших» и допустил эпидемию смертельной болезни. В ответ Харольд приказывает убить старика, и человек в маске отрубает тому голову. Скалли укладывают на гильотину вслед за Чейко, но подоспевший Малдер убивает палача, который оказывается шерифом Аренсом. В начавшейся суматохе Харольда, пытающегося убить Малдера, сбивает с ног и затаптывает разбегающаяся толпа.
В закадровом комментарии Скалли рассказывает, что птицефабрика Чейко была закрыта Минсельхозом США, а от болезни Крейтцфельда-Якоба умерло 27 жителей города. Чейко, которому на момент смерти было 93 года, был пилотом во время Второй мировой войны и был сбит над Новой Гвинеей, после чего провёл какое-то время среди каннибалов племени «джале». Также Скалли говорит, что тело Чейко так и не было найдено, а заключительная сцена даёт понять, что оно было перемолото в фабричной мясорубке и скормлено курицам.

## Производство
Автором сценария «Нашего городка» выступил Фрэнк Спотниц, в дальнейшим взявший на себя функции ответственного продюсера сериала. Это стало его первым самостоятельным сценарием к «Секретным материалам». По замыслу Спотница, центральной идеей сюжета был каннибализм, происходящий на птицефабрике — концепция, которая лично у него вызывала чрезвычайное отвращение. Вдохновением послужил фильм «Плохой день в Блэк Роке», по сюжету которого жители города хранят страшную тайну. Отдельную роль сыграла давно прочитанная Спотницом статья, где говорилось о болезни саламандр, вызванной поеданием других саламандр. Брат Спотница позднее предложил ему обыграть эту тему в сценарии.
Идея обнаружения человеческих костей, которые подвергались кипячению в котле, возникла в процессе подготовки к съёмкам эпизода «Анасази». С этим же связано имя основателя и название птицефабрики Чейко: именно так назывался каньон в Нью-Мексико, где были обнаружены кости людей, съеденных индейцами анасази. Некоторые персонажи, в свою очередь, были названы в честь реально существовавших каннибалов, тогда как идея редкой неврологической болезни, которой заражаются некоторые персонажи, была навеяна куру — заболеванием, распространявшимся в Новой Гвинее через ритуальный каннибализм среди жителей племени форе. Кости, по сценарию выловленные из реки, были пластиковыми, а заметные на них швы были отшлифованы напильником. От настоящих костей было решено отказаться по причине их дороговизны и дискомфорта, который бы они вызывали у членов съёмочной группы.
Режиссёр Роб Боуман признался, что при съёмках был очень вымотан, так как эпизод был предпоследним во втором сезоне, и особого вдохновения не испытывал. В итоге, это привело к тому, что для завершения съёмок потребовалось дополнительное время. Боуман вспоминал, что самым сложным моментом стала съёмка кульминационной сцены жертвоприношения хотя бы потому, что в ней была задействована ритуальная маска. По словам Боумана: «маска чертовски пугала меня, потому что я думал [если я не сниму это правильно, это будет очень глупо выглядеть]». Эти переживания Боумана на исполнителе роли палача-городского шерифа отрицательно не отразились: Гари Граббс позднее сыграл роль капитана пожарной команды в фильме «Секретные материалы», режиссёром которого также выступил Боуман.
О конечной версии эпизода Спотниц отозвался следующим образом: «Я очень доволен тем, как всё было выполнено, и, думаю, что это была хорошая тайна». Позднее он написал, что эпизод ему начал «нравиться больше по мере прошествия времени».

## Эфир и реакция
Премьера эпизода в США состоялась 12 мая 1995 года на канале Fox. По шкале Нильсена эпизод получил рейтинг 9,4 с 17-процентной долей, что означает, что 9,4 процента от всех телевизоров в стране были включены в тот вечер, и 17 процентов из этого числа были настроены на премьеру «Нашего городка». Общее число домохозяйств США, видевших премьерный показ, оценивается в 9 миллионов.
От критиков эпизод получил смешанные отзывы. «Entertainment Weekly» оценил «Наш городок» на «C+» (2,75 из 4), описав серию как «пугающую, но большей частью из-за происходящего на птицефабрике». В статье для «The A.V. Club», Зак Хэндлен поставил эпизоду оценку «B-» (3,25 из 4) из-за типичного начала: «Разве мы это раньше не видели? Примерно, миллион раз в десятках фильмов ужасов и даже именно в этом сериале». Однако он положительно оценил раскрытие мотивов, двигавших антагонистами, и чувство общности среди жителей города.
«Television Without Pity» поставил «Наш городок» на пятое место в списке эпизодов сериала, вызывающих наибольшие кошмары. Роберт Ширман и Ларс Пирсон в книге «Wanting to Believe: A Critical Guide to The X-Files, Millennium & The Lone Gunmen» присвоили эпизоду две звезды из возможных пяти. Похвалив сценариста за наслоение нескольких тем, центрирующихся вокруг каннибализма, авторы посчитали, что «Спотниц заводит метафору слишком далеко», приводя финальную сцену в качестве доказательства. Ширман и Пирсон также раскритиковали режиссёрскую работу Боумана, отметив недостаточность усилий, чтобы заставить «странную чёрную комедию Спотница работать», а саундтрек эпизода за авторством Марка Сноу авторы назвали «автопилотной». По их мнению, композитор сериала опять использовал ту же музыку, которой всегда сопровождает появление персонажей, «взявших чуть больше, чем надо от племенной культуры». Также они отрицательно восприняли похищение Скалли, оценив этот сюжетный ход как «механизм введения Малдера в действие».